# Anastasija Mochniuk
Anastasija Mochniuk (ukrainska: Анастасія Мохнюк), född 1 januari 1991 i Nova Kachovka, är en ukrainsk friidrottare som tävlar i sjukamp.
Mochniuk tog silver i sjukamp vid 2016 års världsmästerskap inomhus, men testade därefter positivt för det dopningsklassade ämnet meldonium och fråntogs sin medalj.